# Lajos Papp (tireur)
Pour les articles homonymes, voir Lajos Papp et Papp.
Dans le nom hongrois Papp Lajos, le nom de famille précède le prénom, mais cet article utilise l’ordre habituel en français Lajos Papp, où le prénom précède le nom.
Lajos Papp, né le 8 avril 1944 à Debrecen et mort le 31 octobre 1993 à Budapest, est un tireur sportif hongrois.

## Palmarès

### Jeux olympiques d'été
- Jeux olympiques d'été de 1972 de Munich
  -  Médaille de bronze en carabine libre[1]